# ميشايل هاينلوت
ميشايل هاينلوت (بالألمانية: Michael Heinloth)‏ (9 فبراير 1992 بغوت في ألمانيا - ) هو لاعب كرة قدم ألماني في مركز الدفاع. لعب مع بادربورن 07 و1. FC Nürnberg II ‏.

## روابط خارجية
- ميشايل هاينلوت على موقع قاعدة بيانات كرة القدم.إي يو (الإنجليزية)
- ميشايل هاينلوت على موقع بيانات كرة القدم. دي إي (الألمانية)
- ميشايل هاينلوت على موقع Soccerway.com (الإنجليزية)
- ميشايل هاينلوت على موقع عالم كرة القدم.نت (الإنجليزية)
- ميشايل هاينلوت على موقع AS.com (الإسبانية)